# کیلار شرقی
کیلار شرقی (به انگلیسی: East Killara) یک حومه شهر در استرالیا است که در نیو ساوت ولز واقع شده‌است.